# Laurence Ferrari
Pour les articles homonymes, voir Ferrari.
Laurence Ferrari, née le 5 juillet 1966 à Aix-les-Bains (Savoie), est une journaliste et animatrice de télévision française.
Présentatrice du journal de 20 heures de TF1 du 25 août 2008 au 31 mai 2012, elle a aussi animé des émissions politiques ou de société, comme Dimanche + (2006-2008) sur Canal+, Le Grand 8 (2012-2016) et Punchline sur D8, ou Tirs Croisés (2013-2016) sur I-Télé.
Depuis janvier 2018, elle anime les émissions politiques Punchline sur CNews et Le Grand rendez-vous, en partenariat avec Europe 1. Elle anime aussi La Playlist CNews. La même année, Laurence Ferrari est retenue sur Canal +, pour être le joker officiel d'Yves Calvi dans L'Info du vrai, assurant de surcroît l'animation de l'émission du vendredi.
Depuis septembre 2022, elle est rédactrice en chef politique de Paris Match.

## Biographie

### Enfance et formation
Laurence Ferrari est la fille de Gratien Ferrari, principal de collège, homme politique et ancien député-maire UDF d’Aix-les-Bains et de  Bernadette Simonato, tous les deux d'origine italienne. La famille Ferrari vient de la commune de Scandiano, dans la province de Reggio d'Émilie. Elle a deux sœurs dont elle est l'aînée. Sa mère se suicide en se jetant sous un train en 1989, lorsque Laurence Ferrari a 22 ans,.
Elle suit des études de communication à l’École française des attachés de presse à Lyon durant deux ans, après avoir échoué en première année de médecine. Elle obtient un diplôme d'études supérieures spécialisées (DESS) (grade de master) de communication politique et sociale de l'université Paris-I-Panthéon-Sorbonne.

### Carrière

#### Débuts
Laurence Ferrari débute comme pigiste à l’Agence France-Presse et à l’édition Rhône-Alpes du Figaro Magazine en 1986, puis à Europe 2 à Lyon et traite ensuite la rubrique « santé » sur Europe 1 entre 1986 et 1997.
Pigiste à l'hebdomadaire Le Point à partir de 1994, elle devient chroniqueuse « santé » sur France 2 dans Studio Gabriel, animé par Michel Drucker, puis dans Combien ça coûte ?, émission produite par Christophe Dechavanne et présentée par Jean-Pierre Pernaut.
En 1997, elle présente les journaux de LCI de 6 h à 10 h et intègre l’année suivante France Info comme journaliste « médias et communication ».

#### 2000-2006: TF1
Entre septembre 2000 et juin 2006, Laurence Ferrari présente en duo avec son époux de l'époque Thomas Hugues, le magazine Sept à huit, une émission dominicale de reportages, diffusée en access prime-time sur TF1.
De 2001 à 2006, elle anime Vis ma vie, un magazine diffusé en deuxième partie de soirée. Enfin, de juillet 2002 à juin 2006, elle est la remplaçante de Claire Chazal aux journaux du week-end de TF1.

#### 2006-2008: Canal+
En septembre 2006, Laurence Ferrari rejoint Canal+ pour présenter Dimanche +, une émission politique diffusée le dimanche à 12 h 40 en lieu et place du Vrai Journal de Karl Zéro. Laurence Ferrari est aussi la coproductrice de cette émission à travers sa société de production Story Box Press avec ses associés Thomas Hugues et Lorraine Willems.
En 2007 et en 2008, elle présente également les soirées électorales de Canal+ en alternance avec des sketches animés par Les Guignols de l'info.
Elle présente parallèlement Le journal inattendu tous les samedis de 12 h 30 à 13 h 30 sur la station de radio RTL, où elle rencontre des personnalités endossant ponctuellement le rôle de rédacteur en chef de la radio.

#### 2008-2012: retour sur TF1

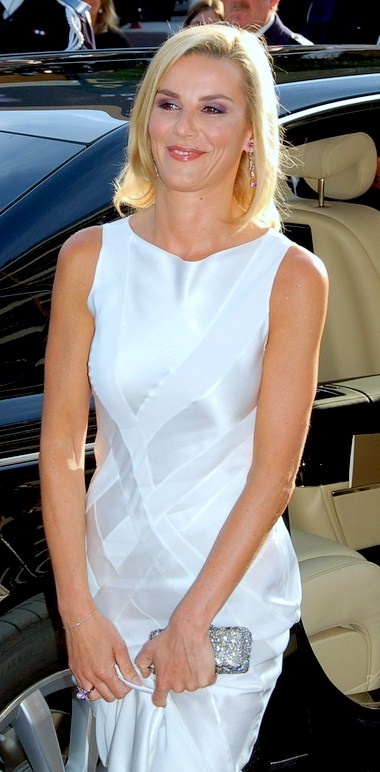
Laurence Ferrari au festival de Cannes 2008.

À l'été 2008, Laurence Ferrari quitte Canal+ et RTL et revient sur TF1 pour présenter à partir du 25 août 2008 le journal de 20 heures en semaine ; elle succède ainsi à Patrick Poivre d'Arvor, débarqué du journal le 10 juillet 2008,, dans un contexte de remaniements majeurs visant à redresser l’audience de TF1,, devenant la première femme, depuis Marie-France Cubadda, à présenter le premier journal télévisé de France. Selon certains médias, comme L'Express, le président de la République française Nicolas Sarkozy « n’est pas étranger au départ du journaliste de TF1 », Patrick Poivre d'Arvor, qui « paye notamment son irrévérence ».
Le journal de 20 heures de TF1 est l'édition la plus regardée d'Europe. En septembre 2008, Anne-Sophie Lapix, jusqu'alors joker de Claire Chazal sur TF1, lui succède sur Canal+ à la présentation de Dimanche + tandis que Christophe Hondelatte reprend Le journal inattendu chaque samedi sur RTL[réf. nécessaire].
En octobre 2010, Laurence Ferrari, enceinte, quitte pour quelques mois la présentation du 20 heures, remplacée par Harry Roselmack. À partir de mai 2011, elle présente un jeudi par mois avec François Bachy Parole Directe, une émission politique mensuelle au journal de 20 heures de TF1.
Lors de l'élection présidentielle de 2012, elle présente Parole de candidat, une émission politique diffusée en première partie de soirée pendant trois lundis consécutifs au cours de laquelle les principaux candidats sont interrogés par un panel de Français. Le 2 mai 2012, elle anime avec David Pujadas le débat télévisé de l'élection présidentielle entre le président de la République sortant Nicolas Sarkozy et son adversaire François Hollande. 2012 Le Débat est diffusé en direct sur plusieurs chaînes de télévision.
En mai 2012, Laurence Ferrari annonce son départ de TF1 pour rejoindre Direct 8. Elle présente son dernier journal le 31 mai 2012, Gilles Bouleau lui succède le 4 juin 2012, d'abord par intérim, puis de façon définitive[réf. nécessaire]. « C’est la fin d’un cycle », explique-t-elle alors. « J’ai une envie profonde de renouveau. [...] J’ai envie d’une émission plus libre, moins codifiée ». Plusieurs médias, tel Libération, soulignent le caractère inéluctable de ce départ, en évoquant les audiences déclinantes du journal de 20 heures et une mésentente entre la journaliste et la rédaction de TF1.

#### Depuis 2012: retour dans le Groupe Canal (C8, CNews, Canal +)
À partir du 8 octobre 2012, Laurence Ferrari présente le talk-show Le Grand 8 diffusé du lundi au vendredi de 10 h 50 jusqu'à 12 h 5 sur D8. Elle est accompagnée de chroniqueuses telles que la journaliste Audrey Pulvar, l'ancienne ministre Roselyne Bachelot, la cheffe d'entreprise Hapsatou Sy et la journaliste Élisabeth Bost. À la rentrée 2015, la chroniqueuse Audrey Pulvar quitte l'émission et est remplacée par la journaliste Aïda Touihri.
En février 2013, Serge Llado, chroniqueur radio à Europe 1, accuse un chroniqueur de l'émission de Laurence Ferrari d'avoir plagié un de ses programmes sur la proximité entre le jingle du journal de 20 h de TF1 et la bande-son du film Les Dents de la mer,.
En 2013, Laurence Ferrari se voit refuser sa carte de presse. En effet, Le Grand 8, qu'elle anime sur D8 depuis octobre 2012, est qualifié de « divertissement » par la Commission de la carte d'identité des journalistes professionnels.
À partir du 26 août 2013, la journaliste présente Tirs croisés de 18 h à 19 h 30 sur i-Télé. Cette émission porte sur la politique ainsi que sur l'actualité au sens large. Durant la première heure de l'émission consacrée exclusivement à la politique, elle reçoit avec ses deux acolytes Audrey Pulvar (également chroniqueuse du Grand 8) et Jean-Claude Dassier (son ex-patron de TF1), un ou plusieurs invités. La demi-heure restante est consacrée à l'actualité en général et est présentée seule par Laurence Ferrari. L'émission est élargie de 18 h à 20 h à la rentrée 2016 sur CNews. L'émission est par conséquent renommée Le Direct Ferrari.
En 2016, Le Grand 8 ne fait pas partie de la grille de rentrée de C8 (nouveau nom de D8) ; l'émission est arrêtée le 30 juin, faute d'audiences. Laurence Ferrari conserve Tirs croisés sur I-Télé. Elle anime également une nouvelle émission d'analyse et d'interview politique, Punchline, diffusée tous les dimanches en direct à 12 h 5 sur C8 à partir du 25 septembre. Cette émission est produite par la société d'Emmanuel Chain, Elephant. En novembre 2016, l'audience « catastrophique » de l'émission pose la question de sa déprogrammation, la part d'audience de seulement 0.6 % de l'ensemble du public plaçant C8 devant Arte et France Ô, mais derrière l'ensemble de la concurrence.
Le 3 novembre 2016, elle anime avec Ruth Elkrief le second débat de la primaire présidentielle des Républicains, opposant les sept candidats, diffusé sur BFMTV et I-Télé. Le 15 janvier 2017, elle anime avec Ruth Elkrief et Laurent Neumann le second débat de la primaire présidentielle de la Belle Alliance Populaire, opposant les sept candidats, diffusé également sur BFMTV et I-Télé.
Le 4 avril 2017, elle anime avec Ruth Elkrief le débat opposant les onze candidats à l'élection présidentielle, diffusé sur BFM TV et CNews ainsi que sur RMC, Dailymotion et Youtube. C'est la première fois dans une élection présidentielle en France qu'un débat télévisé rassemble l'ensemble des candidats.
En juin 2017, l'émission Punchline n'est pas reconduite, faute d'audience. Par conséquent, après le départ d'Audrey Pulvar de CNews, elle reprend l'émission Le Grand Rendez-vous, diffusée en simultané sur Europe 1.
À la rentrée d'août 2017, L'émission Le Direct Ferrari est déplacée de 19 heures à 20 heures pour la partie politique et reprend la case du 21 h - 22 h, avec une nouvelle formule incluant une partie culture.
Depuis janvier 2018, Laurence Ferrari continue d'animer Le Grand rendez-vous chaque dimanche à 10 h.
Toujours sur CNews, elle anime également l'émission Punchline du lundi au jeudi de 19 h-20 h, puis à partir d'octobre 2019, du fait de la faible audience (0,5 % de part d'audience), de 18 à 19 heures,.
En septembre 2017, elle est promue, sur Canal +, joker officiel d'Yves Calvi dans L'Info du vrai et décroche l'animation de l'émission du vendredi.
Le 27 juin 2018, on apprend que Laurence Ferrari arrive sur Radio Classique pour y animer dès septembre 2018, quotidiennement, en semaine, Entrée des artistes, émission dans laquelle elle fait découvrir de jeunes musiciens.

#### Depuis 2022:Paris Match
En septembre 2022, elle est nommée rédactrice en chef politique de Paris Match en remplacement de Bruno Jeudy,. Sa nomination suscite des craintes au sein d'une partie de la rédaction, qui y voit une « reprise en main par Vincent Bolloré ».
À la suite du rachat de Paris Match par Bernard Arnault via LVMH, elle prend la présidence de JDNews, un magazine du groupe Bolloré visant à concurrencer Paris Match.

### Positionnement politique
En 2011, L'Express indique que pour Laurence Ferrari : « [Il n'est] pas question d'inviter Marine Le Pen à tout bout de champ, pour faire de l'audience et, au passage, le lit du FN ».
En 2021, Arrêt sur images relève un glissement vers l'extrême droite de Laurence Ferrari au cours de sa carrière, à l'image de la « droitisation du débat public, la lepénisation des esprits sur les questions de délinquance et d'immigration ». Sa préoccupation sur l'insécurité ou l'immigration est en phase avec la ligne éditoriale de CNews, et pourrait expliquer sa promotion au sein de cette chaîne de télévision.
La même année, Libération analyse également l'évolution du positionnement politique de Laurence Ferrari au fil de sa carrière et des contrats qui la lient avec les médias du groupe de Vincent Bolloré. Libération relève que dans le passé Ferrari « détestait le Front National » et qu'elle était « plutôt ouverte sur les sujets sociétaux », mais qu'au fur et à mesure de sa carrière dans les médias de Vincent Bolloré, stimulée par la fidélité qu'elle affiche pour ce groupe de médias, elle n'aborde désormais dans ses émissions que « des faits d'actualité, majoritairement axés immigration et insécurité et ancrés à l'extrême droite ». Le quotidien déplore également le fait que la journaliste « ait plus d'ambition que de morale » et qu'elle ait accepté « d'être en contradiction avec ses idées » en affichant désormais « sa recette » dans le « plus pur style populiste » de CNews.
En février 2024, Hapsatou Sy, qui était chroniqueuse dans l'émission Le Grand 8 de Laurence Ferrari, pose un constat négatif sur Télérama au sujet de l'évolution idéologique de son ancienne comparse. Hapsatou Sy affirme « qu'elle ne reconnaît plus Laurence Ferrari » et « qu'elle a été contaminée par le virus CNews ». Sy avance qu'autrefois Ferrari n'était pas compatible avec la ligne éditoriale des médias de Vincent Bolloré en raison du fait « qu'elle se positionnait contre le F.N. en faveur de l'antiracisme », mais elle révèle aussi que la journaliste a été contrainte de rester à l'antenne de CNews pour des raisons économiques et financières. Dans le même article, un proche de Ferrari assure que cette dernière, bien qu'elle n'ait pas participé directement au mouvement de grève d'I-Télé, éprouvait de la sympathie pour lui. Il affirme même que Ferrari était initialement malheureuse sur la chaîne et qu'elle avait essayé d'en partir pour un autre média, mais sans succès. Par conséquent, selon le témoignage d'une autre proche de Ferrari dans l'article de Télérama, la journaliste a été obligée d'adhérer de plus en plus à la ligne éditoriale de CNews afin d'obtenir de faire carrière dans la sphère médiatique de Bolloré.
À partir de mars 2024, Laurence Ferrari anime une émission avec Michel Onfray sur CNews. Télérama voit cela comme étant une confirmation du fait que Laurence Ferrari épouse désormais totalement la ligne éditoriale, jusqu'aux dérives les plus complotistes et les plus à droite, des médias du groupe Bolloré, en accord avec la fidélité que la journaliste éprouve pour ce groupe de médias.
En mai 2024, Laurence Ferrari est nommée présidente d'un nouveau média du groupe Bolloré, JDNews, dans lequel elle est mise en collaboration avec Geoffroy Lejeune, journaliste marqué à l'extrême droite.
En juin 2024, Libération affirme que Laurence Ferrari est devenue une « soldate du bollorisme ». Plusieurs personnalités des médias interrogées par le journal voient en cette évolution une stratégie opportuniste, motivée par les perspectives de carrière et d'influence au sein du groupe Vivendi dirigé par Vincent Bolloré.
La même année, l'essayiste Alexis Lévrier pose la question de savoir si le positionnement de Laurence Ferrari à l'extrême droite quand elle œuvre dans les médias de Bolloré est « sincère » ou « rémunéré », et si Ferrari adhère réellement aux thèses de ce mouvement politique ou si elle le feint pour satisfaire les attentes de ses supérieurs hiérarchiques.
Elle s'affiche comme pro-israélienne pendant la guerre de Gaza.

### Vie privée

#### Mariages
Le 9 octobre 1993, Laurence Ferrari épouse le journaliste Thomas Hugues. De cette union sont nés deux enfants, Baptiste né en avril 1993 et Laëtitia née en mai 1995. Ils divorcent en octobre 2007.
Début 2008, elle a une relation avec l'acteur Richard Berry. Ensuite, elle partage la vie du musicien Renaud Capuçon et l'épouse le 3 juillet 2009 à la mairie du 16e arrondissement de Paris. De cette union naît un garçon, Elliott, le 8 novembre 2010.

#### Engagement
Laurence Ferrari est ambassadrice de l’association SOS Villages d'Enfants depuis novembre 2003.
Le 27 janvier 2013, elle anime une soirée en faveur du « mariage pour tous » au théâtre du Rond-Point à Paris, qui rassemble de nombreuses personnalités du monde du spectacle. Elle déclare à ce sujet dans le magazine Têtu : « Je trouve que cette cause est tellement importante que je ne pouvais plus rester dans mon coin sans rien dire... Avec la montée des débats, je devais être aux côtés de ceux qui se mobilisent pour le mariage. C'est la citoyenne qui parle mais aussi la femme mariée et la mère de famille. »

#### Plaintes pour «atteinte à la vie privée»
En décembre 2007, Metro et Closer sont condamnés respectivement à 5 000 €[réf. nécessaire] et 12 000 € de dommages-intérêts « pour atteinte à la vie privée et droit à l’image » en ayant relayé une rumeur de liaison avec le président de la République française de l'époque, Nicolas Sarkozy, évoquée par le tabloïd britannique Daily Mail.
En août 2008, elle dépose une plainte contre Lyon Mag en réclamant 40 000 € de dommages-intérêts pour une interview de son père,,.
Au cours de l'année 2008, Laurence Ferrari obtient seize condamnations de journaux pour atteinte à la vie privée, soit 143 000 € de dommages et intérêts, plus que n'importe qui en France en 2008.
En avril 2009, le magazine Voici, condamné à 25 000 € d'amende pour avoir publié des photos de Laurence Ferrari et Renaud Capuçon, engage une procédure pour récupérer les sommes après la parution de photos similaires dans Paris Match avec la participation de la journaliste,.

#### Autres
Laurence Ferrari est la cousine de la femme politique Marina Ferrari (1973-), élue députée MoDem de Savoie en 2022 et réélue en 2024, devenue secrétaire d'État chargée du Numérique dans le gouvernement Gabriel Attal à partir de février 2024.

## Résumé de carrière

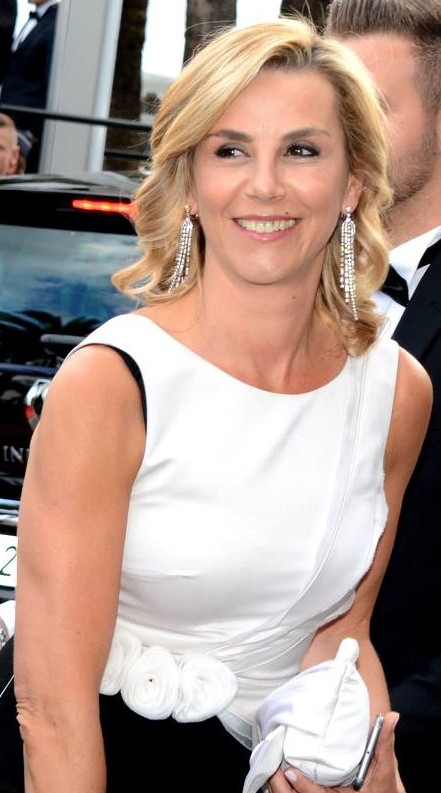
Laurence Ferrari au festival de Cannes 2015.

### Parcours à la radio
- 1986-1997 : chronique santé sur Europe 1
- 2006-2008 : Le Journal inattendu sur RTL
- 2017-2018 : Le Grand Rendez vous sur Europe 1
- 2018-2021 : Entrée des artistes sur Radio Classique
- Depuis 2021 : Punchline sur Europe 1

### Présentatrice et chroniqueuse à la télévision
- 1994-1997 : chroniqueuse dans Studio Gabriel présenté par Michel Drucker sur France 2.
- 1997 : présentatrice du journal télévisé du matin sur LCI.
- 1997-1999 : chroniqueuse dans l'émission Combien ça coûte ? présentée par Jean-Pierre Pernaut sur TF1.
- 1999-2000 : Millenium sur TF1.
- 2000-2006 : présentatrice Sept à huit en duo avec Thomas Hugues sur TF1.
- 2001-2006 : Vis ma vie sur TF1.
- 2002-2006 : joker de Claire Chazal durant les journaux télévisés du week-end sur TF1.
- 2006-2008 : Dimanche + sur Canal+.
- 2006-2008 : Le journal inattendu sur RTL.
- 2008-2012 : présentatrice du journal de 20 heures sur TF1 du lundi au jeudi.
- 2011-2012 : Parole Directe.
- 2012 : Parole de candidat sur TF1.
- Avril-mai 2012 : Présidentielle 2012 sur TF1 (soirées électorales) coprésenté avec Claire Chazal.
- 2 mai 2012 : 2012 : Le débat (débat télévisé de l'entre-deux tours de l'élection présidentielle, co-animé avec David Pujadas).
- 2012-2016 : Le Grand 8 sur D8.
- 2013 : En quête d'actualité sur D8 : remplaçante de Guy Lagache[67]
- 2013-2016 : Tirs croisés sur I-Télé.
- 2016-2017 : Le Direct Ferrari sur I-Télé puis CNews.
- 2016-2017 : Punchline sur C8.
- 2017-2018 : L'Info du vrai sur Canal+.
- 2017-2018 :  Le Grand Rendez-Vous, coprésenté avec Fabien Namias et Nicolas Barré.
- Depuis 2017 : Punchline sur CNews.
- 2017 : débat de l'élection présidentielle de 2017 sur CNews et BFMTV, coanimé avec Ruth Elkrief
- 2019 : débats des élections européennes de 2019 sur CNews.
- 2023 : L'Heure des pros sur CNews en remplacement de Pascal Praud
- 2024 : débat des élections européennes de 2024 sur CNews, coanimé avec Pierre de Vilno.
- Depuis 2024 : Face à Michel Onfray sur CNews.

### Participante à la télévision
- Laurence Ferrari participe à Toute la télé chante pour Sidaction sur France 2, émission diffusée le 6 avril 2013[68].
- Elle participe au Maillon faible sur D8 le 18 septembre 2014.

### Filmographie
- 2015 : Technophobe de Cyprien Iov : elle-même
- 2020 : Baron noir : elle-même

## Distinctions
En novembre 2006, Laurence Ferrari remporte le Prix des neiges 2006 qui récompense la personnalité savoyarde de l’année.
Le 27 mai 2025  durant le gala de la Diaspora Defense Force (DDF), Laurence Ferrari a reçu un prix au Justes récompensant son fervent soutien à Israël et à la diaspora, ainsi que “son engagement constant contre l’antisémitisme sur CNews”,.